# Semiothisa everiata
Semiothisa everiata là một loài bướm đêm trong họ Geometridae.